# Luis Machado
Luis Machado, vollständiger Name Luis Enrique Machado Mora, (* 22. Dezember 1991 in Paysandú) ist ein uruguayischer Fußballspieler.

## Karriere

### Verein
Der nach Angaben seines Vereins 1,89 Meter große Offensivakteur Machado stand in den Spielzeiten 2008/09 bis 2010/11 in Reihen des Tacuarembó FC. In der ersten Saison sind dort in der Clausura 2009 fünf Torerfolge in acht Spielen für ihn verzeichnet, während er 2009/10 neun Tore bei 26 Einsätzen und 2010/11 zwei Treffer in 17 absolvierten Partien in der Primera División erzielte. Auch in drei Spielen der Liguilla Pre Libertadores 2009 kam er zum Zug (kein Tor). Im August 2011 wechselte er dann zum Club Atlético Cerro. In der Spielzeit 2011/12 lief er für die Montevideaner in 19 Erstligapartien auf und schoss vier Tore. Zur Saison 2013/14 wechselte er innerhalb der Liga zu El Tanque Sisley. Dort feierte er sein Ligadebüt am 17. August 2013 beim 2:1-Auswärtssieg gegen Fénix, als er in der 73. Minute für Cristian Palacios eingewechselt wurde. Insgesamt absolvierte er in der Spielzeit 2013/14 elf Spiele in der Primera División und erzielte ein Tor. In der Saison 2014/15 wurde er bei El Tanque einmal (kein Tor) in der höchsten uruguayischen Spielklasse eingesetzt. Im Januar 2015 wurde Machado an den Ligakonkurrenten Rampla Juniors ausgeliehen. In der Clausura 2015 lief er elfmal für den Klub in der Primera División auf und erzielte vier Treffer. Anschließend kehrte er zu El Tanque Sisley zurück. Während der Spielzeit 2015/16 wurde er elfmal (kein Tor) in der Primera División eingesetzt. Nach dem Abstieg trug er in der Saison 2016 mit drei Toren bei neun Ligaeinsätzen zum sofortigen Wiederaufstieg bei. In der anschließenden Erstligaspielzeit 2017 bestritt er bis zum Ende des Torneo Intermedio 15 weitere Erstligapartien (ein Tor). Mitte Juli 2017 verpflichtete ihn der ecuadorianische Klub SD Aucas.

### Nationalmannschaft
Machado spielte auch für die uruguayische U-20-Nationalmannschaft und nahm mit dieser an der U-20-Südamerikameisterschaft 2011 teil. Dort wurde er im Verlauf des Turniers fünfmal eingesetzt (kein Tor) und belegte mit Uruguay den zweiten Platz.

### Erfolge
- Vize-U-20-Südamerikameister 2011